# Norfolk Terrier
Der Norfolk Terrier ist eine von der FCI anerkannte britische Hunderasse (FCI-Gruppe 3, Sektion 2, Standard Nr. 272).
Norfolk Terrier und Norwich Terrier waren bis September 1964 eine gemeinsame Rasse. Beide kommen aus der englischen Grafschaft Norfolk, die bei dieser Rasse namensgebend war.

## Herkunft und Geschichtliches
Im 19. Jahrhundert gab es in ganz England das Bestreben, lokale Terrierschläge zu züchten, die sich besonders gut für die Arbeiten eigneten, für die sie jeweils verwendet wurden. Die Grafschaft Norfolk war Agrarland, und eine große Bedrohung für die Bauern waren die Ratten und Kaninchen, die die Ernte zerstörten. Terrier wurden hier gehalten, um diese Schädlinge zu bekämpfen. Manche Leute besaßen mehrere Terrier und zogen mit ihnen von Hof zu Hof, um gegen Bezahlung dabei zu helfen, der Rattenplage Herr zu werden. Daneben waren Norfolks schon immer auch Begleithunde und wurden gezüchtet, weil die Leute sie mochten. Die ersten namentlich bekannten Norfolk-Terrier-Züchter verkauften ihre Hunde hauptsächlich zur Schädlingsbekämpfung in Pferdeställen oder als Begleithunde. Ab etwa 1880 begann die reguläre Zucht durch verschiedene Reitstallbesitzer, welche die Qualitäten der kleinen Terrier schätzen gelernt hatten. Es wird vermutet, dass kleine Irish Terrier, Yorkshire Terrier, sowie weitere englische Terrierrassen eingekreuzt worden sind.
Gezüchtet wurden die Vorläufer der Norfolk Terrier unter unterschiedlichen Namen wie Trumpington Terrier oder Cantab Terrier. Ab 1914 wurden sie von Frank Jones auch in die USA exportiert, wo sie als Jones Terrier bezeichnet worden sind.
1932 wurde in England der Norwich Terrier Klub gegründet. Sowohl stehohrige als auch kippohrige Hunde fielen unter den Namen. Sie wurden aber nur selten miteinander verpaart, denn aus Züchtersicht war die Ohrhaltung der Nachkommen aus diesen Verpaarungen unschön, da die Ohren weder standen noch kippten.
Während des Zweiten Weltkrieges war der Colonsay Zwinger der einzige, der in größerem Umfang die kippohrige Variante züchtete. Ohne ihn würde es sie heute vermutlich nicht geben.
Es gab sie damals in allen Größen und Formen. Ein einheitlicher Rassetyp war kaum zu erkennen.
In den 1950er Jahren begann Esmée O’Hanlon vom Zwinger Gotoground mit der planmäßigen Zucht. Obwohl sie diese Rasse nur etwa 10 Jahre lang züchtete, veränderte sie das Gesicht der Rasse und machte sie zu der, die sie heute ist. Englische Zwinger wie Nanfan und Ragus züchteten mit ihrer Linie und deren Exporte legten den Grundstock für die heutige Verbreitung der Rasse.
1957 wurde der Antrag gestellt, beide Varietäten fortan getrennt zu züchten. 1964 war die Trennung vollzogen: die stehohrige Variante behielt den Namen Norwich Terrier, die kippohrigen Hunde wurden unter dem Namen Norfolk Terrier geführt. 1979 erfolgte die Trennung auch in den USA.

## Rassebeschreibung
Der Norfolk Terrier gehört mit 10 Zoll (25–26 cm) Schulterhöhe zu den kleinsten Terriern. Sein Körperbau ist kompakt und kräftig. Er soll laut Standard eine liebenswürdige Veranlagung haben und nicht streitsüchtig sein. Er ist neben dem Norwich Terrier die einzige Terrierrasse, bei der dies vom Rassestandard gefordert wird.
Das Fell gibt es in allen Schattierungen von rot, weizenfarben, schwarz mit lohfarben oder grizzle. Das rauhaarige Haar ist dicht am Körper anliegend. Die Ohren sind V-förmig und mittelgroß. Nach vorne fallend und gut an den Wangen anliegend, geben sie ihm ein sympathisches Aussehen.

## Verwendung
Ursprünglich wurde diese Rasse sowohl zur Schädlingsbekämpfung als auch als Begleithund gezüchtet. Er eignet sich aufgrund seines liebenswürdigen Wesens und seiner praktischen Größe sehr gut als Familienhund, was heute auch seine ausschließliche Verwendung ist.

## Krankheiten
In einer amerikanischen Familie von Norfolk Terriern trat epidermolytische Hyperkeratose auf.
Diese Krankheit ist jedoch nicht von praktischer Bedeutung, da es einen Gentest gibt und sie nur bei dieser amerikanischen Familie vorkam.